# Angela Nikodinov
Angela Nikodinov (Spartanburg, South Carolina, 9 mei 1980) is een voormalige Amerikaanse kunstschaatsster.
Nikodinov, een dochter van Bulgaarse immigranten en opgegroeid in San Pedro, was actief als soliste en trainde onder andere bij Igor Pashkevitch, John Nicks, Peter Oppegard, Frank Carroll, Elena Tcherkasskaia en Richard Callaghan.
Bij de nationale kampioenschappen eindigde ze in 1999 en 2001 op de derde plaats. Op het Viercontinentenkampioenschap stond ze in 1999 (derde), 2000 (kampioene) en in 2001 (tweede) ook op het erepodium en in 2004 eindigde ze op dit kampioenschap op de zevende plaats. Bij de wereldkampioenschappen, waar ze drie keer aan deel nam, behaalde ze op het WK van 2001 met de vijfde plaats haar hoogste klassering.
Tijdens haar verblijf in Portland (Oregon), waar ze deelnam aan de nationale kampioenschappen van 2005, raakte ze met haar familie betrokken bij een auto-ongeluk en waarbij haar moeder om het leven kwam. Nikodinov nam hierna niet weer aan een kunstschaatswedstrijd deel.
Ze trainde in het seizoen 2005/06 de Bulgaar Ivan Dinev, later vormden ze samen een duo-trainerschap in Torrance (Californië). In 2008 zijn ze getrouwd.

## Persoonlijke records
| records             | punten | datum      | toernooi      |
| ------------------- | ------ | ---------- | ------------- |
| Hoogste totaalscore | 149.50 | 23-10-2004 | Skate America |
| Hoogste korte kür   | 053.62 | 22-10-2004 | Skate America |
| Hoogste lange kür   | 095.88 | 23-10-2004 | Skate America |

## Belangrijke resultaten
| Kampioenschap                | 95/96 | 96/97 | 97/98 | 98/99 | 99/00 | 00/01  | 01/02 | 02/03 | 03/04 | 04/05 |
| ---------------------------- | ----- | ----- | ----- | ----- | ----- | ------ | ----- | ----- | ----- | ----- |
| Wereldkampioenschap          |       |       |       | 12e   | 9e    | 5e     |       |       |       |       |
| Viercontinentenkampioenschap | 1996  | 1997  | 1998  | Brons | Goud  | Zilver |       |       | 7e    |       |
| Nationaal Kampioenschap      | 8e    | 4e    | 5e    | Brons | 4e    | Brons  | 4e    | tzt   | 5e    | tzt   |